# Aborigeni della Tasmania
Gli aborigeni della Tasmania (in lingua locale Parlevar) erano gli indigeni vissuti nell'isola australiana di Tasmania.
Prima dell'avvio della colonizzazione inglese dell'isola, avvenuta nel 1803, il numero di aborigeni in Tasmania era stimato in 3.000-15.000 individui, a seconda delle fonti. La causa più accreditata della decimazione della popolazione aborigena tasmaniana pura è l'introduzione di malattie da parte degli europei: già nel 1830 veniva scritto che la maggior parte di essi era stata uccisa dalle malattie, ma anche le battaglie tribali e con gli europei (fra cui la Guerra Nera, considerata il primo genocidio moderno) causavano numerose perdite fra la popolazione aborigena.

Generalmente, l'ultimo aborigeno tasmaniano viene identificato con Trugernanner (meglio conosciuta come Truganini), deceduta nel 1876. Nel 1889, tuttavia, il titolo di "ultimo aborigeno tasmaniano" venne riconosciuto a Fanny Cochrane Smith, che venne per questo ricompensata con 300 acri di terreno e una pensione annuale di 50 sterline.

Attualmente, alcune migliaia di persone sono discendenti di aborigeni australiani: tuttavia, si tratta di discendenti di coloni e donne aborigene (rapite o comprate), che pertanto non hanno generalmente mantenuto la cultura aborigena. Per questo motivo, la lingua tasmaniana è andata perduta. La comunità aborigena Palawa, tuttavia si è rivelata molto attiva nel tentativo di restaurare le antiche tradizioni aborigene. Fra questi sforzi, vi è anche il tentativo di ricostruire e reintrodurre la lingua tasmaniana in base alle registrazioni o agli scritti in questa lingua: il risultato è una sorta di esperanto di lingue tasmaniane chiamato palawa kani.

## Prima dell'arrivo degli europei

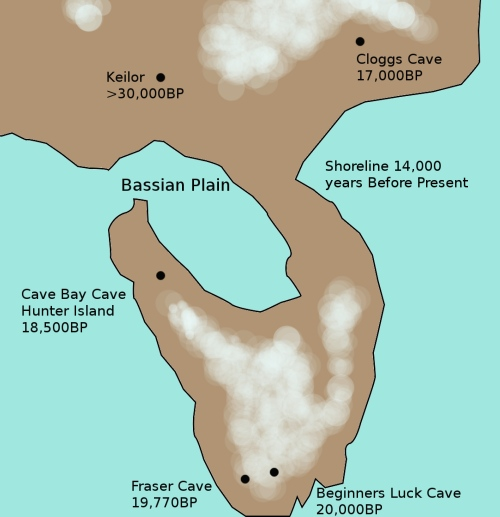
Mappa ipotetica della Tasmania di 14.000 anni fa: l'isola, allora collegata all'Australia da un istmo, si trovò isolata a seguito dell'aumento del livello del mare.

I primi esseri umani giunsero in Tasmania circa 40.000 anni fa (i manufatti più antichi ritrovati sull'isola sono stati ritrovati nelle caverna di Warreen e risalgono a 34.000 anni fa, ma resti ritrovati durante degli scavi nei pressi di Brighton sembrerebbero essere ancora anteriori, rendendo di fatto i primi aborigeni tasmaniani la popolazione umana più meridionale del Pleistocene), sfruttando l'istmo che allora congiungeva l'isola al resto dell'Australia durante l'ultima era glaciale. Tale istmo scomparve circa 8000 anni fa a seguito dell'innalzamento del livello del mare, che portò alla formazione dello stretto di Bass e di fattò lasciò isolate le popolazioni stanziatesi in Tasmania dal resto delle popolazioni aborigene australiane.
L'isolamento totale in cui gli aborigeni tasmaniani hanno vissuto per millenni (dovuto anche al fatto che né loro, né gli aborigeni australiani hanno mai sviluppato forme di navigazione, che avrebbero consentito contatti fra le due popolazioni) ha fatto sì che molte delle nuove scoperte fatte nell'entroterra australiano rimanessero sconosciute agli abitanti dell'isola, rimasti infatti piuttosto "primitivi" rispetto alla maggior parte dei popoli indigeni della Terra. Ad esempio, essi ignoravano del tutto l'utilizzo di attrezzi in osso o uncini, così come il cucito, il boomerang, o le tecniche di accensione del fuoco: quest'ultimo veniva ricavato a partire dagli incendi naturali, e portato di comunità in comunità da uomini appositamente delegati. Gli aborigeni della Tasmania, inoltre, non costruivano capanne o similari (sebbene attualmente si sia propensi a credere che di tanto in tanto venissero costruite capanne di frasche per proteggersi dal freddo o dalla pioggia), preferendo vivere in grotte.

Una scuola di pensiero vorrebbe che tale stato di primitività sia dovuto al fatto che rispetto all'Australia continentale la Tasmania possedesse tali e tante risorse naturali di facile accessibilità da non rendere necessario lo sviluppo di tecnologie atte a migliorare le prestazioni nella caccia od in altri ambiti: effettivamente sono stati ritrovati attrezzi in osso risalenti ai primi stadi della colonizzazione dell'isola, ma poi il loro utilizzo è scomparso fino a non lasciare tracce. I reperti archeologici suggeriscono che il periodo dell'abbandono degli strumenti in osso coinciderebbe grossomodo con l'espansione nell'entroterra delle tribù aborigene. Questa coincidenza cronologica ha fatto nascere una teoria piuttosto controversa, che vorrebbe che tale espansione avrebbe portato gli aborigeni tasmaniani ad eliminare quasi del tutto pesce ed affini dalla propria dieta, ripiegando invece su animali terrestri come wallaby e possum: ciò avrebbe comportato un abbandono degli strumenti d'osso (generalmente associati alla pesca nelle popolazioni primitive) a favore di strumenti di pietra scheggiata.
Prima dell'arrivo degli europei, in Tasmania si contava un numero di aborigeni variabile a seconda delle stime fra le 3000 e le 15.000 unità: gli studi genetici, supportati anche da alcuni racconti tradizionali, sembrerebbero suggerire cifre maggiori, il che farebbe pensare a un'epidemia che avrebbe ridotto drasticamente il numero di aborigeni già prima dell'arrivo degli europei sull'isola (forse introdotta accidentalmente dai cacciatori di foche, ai tempi piuttosto comuni nella zona). Lo studio dei reperti archeologici ha portato a stimare la popolazione della sola zona costiera occidentale in 3000-6000 persone, circa il sestuplo delle stime comunemente teorizzate: sebbene tali cifre siano poi state ridimensionate, la bassa deriva genetica farebbe pensare a una loro verosimiglianza con la realtà, e addirittura non è stato escluso(sebbene manchino prove archeologiche a supporto di tale tesi) che la popolazione di aborigeni tasmaniani abbia pouto raggiungere in tempi storici le 100.000 unità.

### Tribù

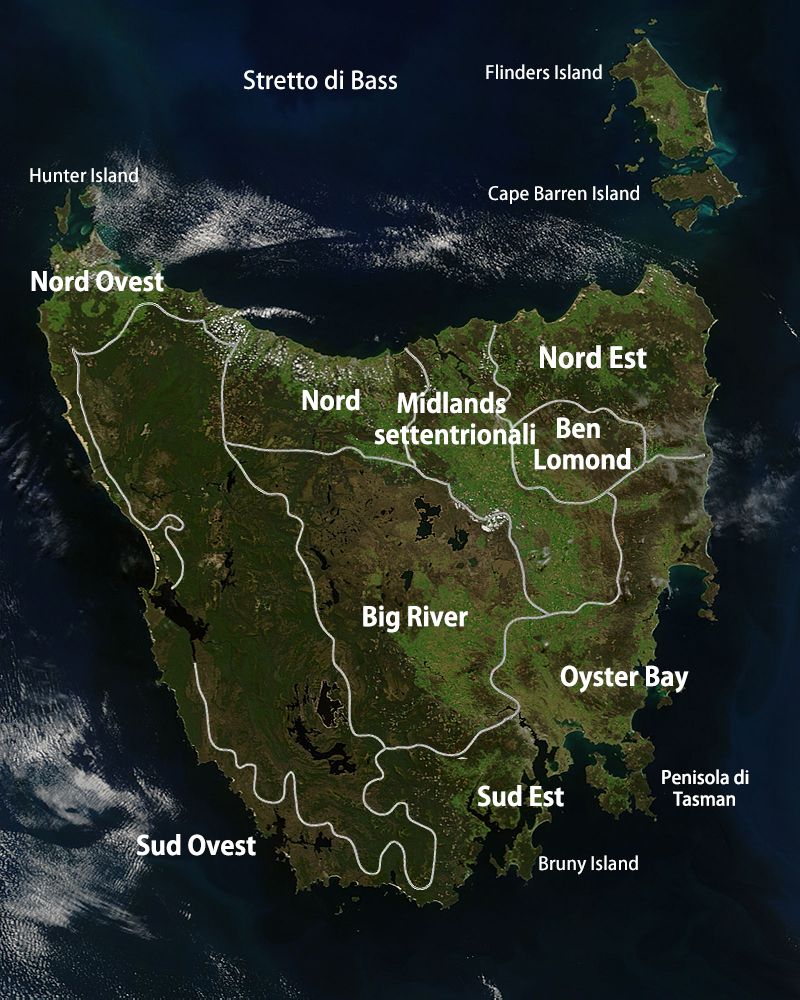
Mappa raffigurante i territori delle principali tribù della Tasmania.

La natura delle interazioni sociali, culturali e territoriali degli aborigeni della Tasmania rimane ancora piuttosto oscura, in quanto non sono mai stati effettuati studi esaurienti sul campo e i dati ottenuti si basano più che altro sulla tradizione orale.

Gli aborigeni tasmaniani erano piuttosto tendenti al nomadismo, tendendo a spostarsi periodicamente all'interno di territori definiti, sia per adattarsi ai cambiamenti stagionali della disponibilità di cibo (ad esempio maturazione di frutti e bacche), che per consentire alle risorse di una determinata zona di riprendersi dallo sfruttamento.
La società tasmaniana si organizzava su tre livelli:
- unità familiare o clan;
- unità sociale o banda, formata da varie unità familiari non strettamente imparentate fra loro, fino a un totale di 40-50 persone;
- unità tribale, formata da varie bande confederate ad occupare un territorio definito (sebbene ci fosse un flusso abbastanza consistente fra le varie tribù ed in stagioni di abbondanza i territori potevano essere condivisi con altre bande[11].

In Tasmania si contavano nove tribù, ciascuna composta da un numero di bande variabile fra le 6 e le 15, ciascuna delle quali a sua volta composta da 2-6 clan familiari. Di seguito è riportato il nome delle varie tribù, suddivise in gruppi in base alle affinità linguistico-culturali, e dove possibile è riportato anche il nome delle varie bande in cui ciascuna tribù si suddivideva.
- Gruppo nord-orientale
  - Tribù del Nord Est: si divideva in sette bande, che raccoglievano un totale di circa 500 persone. I membri di questa tribù erano probabilmente in rapporti amichevoli con i membri della tribù di Ben Lomond, ai quali essi consentivano l'accesso alle zone costiere della zona nord-orientale del loro territorio.
    - Leenerrerter
    - Leenethmairrener
    - Panpekanner
    - Peeberrangner
    - Pinterrairer
    - Pyemmairrenerpairrener
    - Trawlwoolway

  - Tribù del Nord: contava fra le 200 e le 300 persone, suddivise in quattro bande. Questa tribù deteneva il monopolio quasi totale dell'ocra, che veniva barattata con le tribù circostanti: nel territorio si trovano le maggiori miniere di questa sostanza della Tasmania, per raggiungere le quali i membri della tribù utilizzavano percorsi ben definiti e tenuti sgombri tramite il fuoco. Alla tribù era concesso di passare parte dell'anno nei territori costieri della tribù del Nord Ovest, dove si rifornivano di carne di foca e conchiglie provenienti da Robbins Island per fabbricare collane: questo privilegio veniva ripagato con l'accesso libero dei membri della tribù del Nord Ovest alle miniere di ocra. La regione occupata dalla tribù, piuttosto isolata, venne assegnata in massima parte alla compagnia della Terra di Van Diemen nel 1824, senza essere mai stata esplorata dagli europei: i tentativi di colonizzazione furono un fallimento sostanziale a causa del clima freddo e umido, della fittissima vegetazione e delle coste poco adatte all'attracco di imbarcazioni, tuttavia nel 1827 venne fondato un porticciolo ad Emu Bay, dove solo un anno dopo un'aborigena fuggita dagli accampamenti di cacciatori di foche sulle isole dello stretto di Bass, Tarerenorerer (meglio conosciuta come Walyer) fondò un movimento di resistenza aborigena ed organizzò una serie di attacchi e razzie, utilizzando moschetti rubati ai coloni[12].
    - Pallittorre
    - Plairhekehillerplue
    - Punnilerpanner
    - Noeteeler

  - Tribù di Oyster Bay: questa tribù (conosciuta anche col nome aborigeno di Paredarerme) è generalmente ritenuta la più popolosa fra quelle tasmaniane: essa contava infatti una popolazione stimata fra le 700 e le 800 unità. La tribù di Oyster Bay era in buoni rapporti con la tribù di Big River, con la quale vi erano spesso incontri sociali e venivano condivisi i siti di caccia dell'interno e sulla costa: al contrario, questa tribù era apertamente ostile alla tribù delle Midlands settentrionali, al punto che fra i territori delle due tribù vi era una zona cuscinetto non visitabile (corrispondente all'attuale parco nazionale Douglas-Apsley). I movimenti migratori di questa tribù erano diretti verso le regioni interne durante i mesi primaverili (dove vi era l'opportunità di commerciare in ocra e resina di Eucalyptus gunniicon le tribù del Nord e del Nord Ovest), per poi fare ritorno nella zona costiera durante l'autunno. Non tutti i membri della tribù migravano stagionalmente: alcuni gruppi familiari passavano tutto l'anno nella zona costiera. La scelta dei luoghi dove insediarsi era basata sulla topografia del luogo: generalmente, le bande si accampavano lungo le vallate dei fiumi o ai piedi delle colline, preferibilmente sul versante nord.
    - Laremairremener
    - Leetermairremener
    - Linetemairrener
    - Loontitetermairrelehoinner
    - Moomairremener
    - Poredareme
    - Portmairremener
    - Pydairrerme
    - Toorernomairremener
    - Tyreddeme
- Gruppo delle Midlands
  - Tribù del Ben Lomond: comprendente 150-200 persone, suddivise in tre (o forse quattro) bande che occupavano un territorio di circa 260 km² attorno all'altopiano di Ben Lomond, una zona piuttosto brulla ed inospitale. Fra gli esponenti celebri di questa tribù vi sono Walter George Arthur (uno degli aborigeni del campo di Wybalenna che stilò la petizione del 1847 per la Regina Victoria[13]) e Mannalargenna, uno dei capi della guerriglia aborigena durante la Guerra Nera ed il primo aborigeno tasmaniano al quale sia stata data sepoltura con rito cristiano.
    - Plangermaireener
    - Plindermairhemener
    - Tonenerweenerlarmenne

  - Tribù del Big River
    - Braylwunyer
    - Larmairremener
    - Leenowwenne
    - Luggermairrernerpairrer
    - Pangerninghe

  - Tribù delle Midlands settentrionali
    - Leterremairrener
    - Panninher
    - Tyerrernotepanner
- Gruppo marittimo
  - Tribù del Nord Ovest: comprendente fra le 400 e le 600 persone, suddivise in almeno otto bande, questa tribù era in buoni rapporti con la tribù del Nord, ai membri della quale veniva concesso l'approvvigionamento di risorse lungo la costa nord-occidentale del territorio. Situata in una zona piuttosto inospitale e generalmente ritenuta inadatta all'insediamento di coloni, la tribù ha tuttavia subito il numero più alto di uccisioni e soprusi ad opera degli europei.
    - Manegin
    - Parperloihener
    - Pendowte
    - Pennemukeer
    - Peerapper
    - Peternidic
    - Tarkinener
    - Tommeginer

  - Tribù del Sud Ovest
    - Mimegin
    - Ninene
    - Needwonnee

  - Tribù del Sud Est: sebbene le stime ufficiali parlino di quattro bande per un totale di 160-200 persone, vi sono testimonianze che riferirebbero di circa 500 individui organizzate in più di 10 bande facenti parte di questa tribù, sul territorio della quale venne edificato il primo insediamento europeo in Tasmania, Risdon Cove. Nel territorio di questa tribù si trovavano importanti miniere di quarzite e arenaria, con la quale vennero edificati i caratteristici edifici storici di Melbourne, fra cui il Parlamento e l'ufficio postale[14]. Truganini apparteneva a questa tribù, ed in particolare della banda Nuenonne, residente su Bruny Island (in lingua locale Lunawanna-Alonnah, così come Lunawanna e Anlonnah sono i nomi dei primi due insediamenti europei costruiti sull'isola).
    - Lyluequonny
    - Mellukerdee
    - Mouheneenner
    - Nuenonne

Ciascuna banda occupava un proprio territorio, per accedere al quale dovevano essere svolti tutta una serie di rituali da parte degli appartenenti ad altre bande o tribù. Tuttavia, i territori non erano visti come un possedimento esclusivo delle singole bande, ma in base ai rapporti di amicizia era possibile l'accesso nei territori di altre bande, anche appartenenti ad altre tribù, per commerciare o per rifornirsi di cibo. All'arrivo degli Europei, su più di 60 bande presenti in Tasmania, solo 48 erano specificamente associate a un territorio.

## Arrivo degli europei
Al suo attracco sull'isola nel 1642, lo scopritore ufficiale delle Tasmania Abel Tasman non incontrò alcun aborigeno: fu nel 1772 che una spedizione francese (capitanata da Marc-Joseph Marion du Fresne) si addentrò nell'isola con l'intento di stabilire contatti con le popolazioni locali. Inizialmente le interazioni fra le due parti furono amichevoli, ma l'arrivo di un'altra imbarcazione a riva allarmò gli aborigeni, causando una battaglia fra francesi ed aborigeni che si concluse con un morto e diversi feriti fra questi ultimi. Altre due spedizioni francesi, capitanata da Antoine Bruni d'Entrecasteaux nel 1792 la prima e da Nicolas Baudin nel 1802 la seconda, ebbero contatti amichevoli con le popolazioni aborigene.

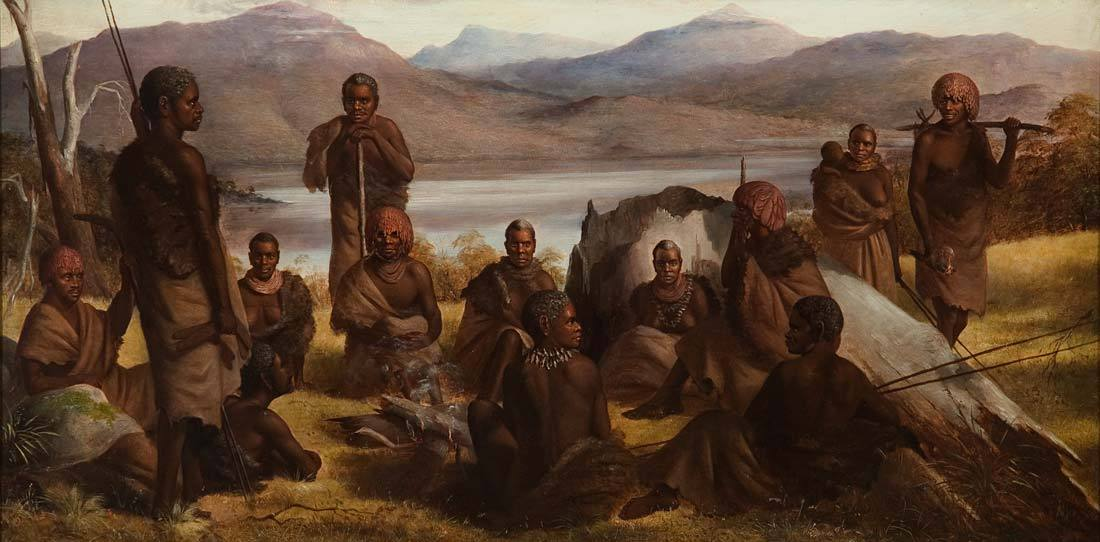
Gruppo di nativi della Tasmania, dipinto di Robert Downing del 1859.

Il primo contatto fra gli inglesi e gli aborigeni tasmaniani avvenne nel 1777, durante la spedizione di James Cook: già quattro anni prima Tobias Furneux aveva visitato Bruny Island trovando tracce di presenza umana, tuttavia non riuscì ad incontrare alcun nativo e lasciò dei doni in alcune caverne abbandonate. Anche il capitano William Bligh visitò Bruny Island nel 1788, stabilendo contatti amichevoli con gli aborigeni.
Tuttavia, i maggiori contatti fra gli aborigeni tasmaniani e gli europei si ebbero a partire dalla fine del XVIII secolo, quando i cacciatori di foche inglesi ed americani cominciarono a pattugliare con frequenza lo stretto di Bass e le coste nord-orientali della Tasmania, colonizzando le piccole isole dello stretto durante la stagione di caccia (fra novembre e maggio) e stabilendo contatti frequenti con gli aborigeni, per barattare i generi di prima necessità. Gli aborigeni davano particolare valore ai cani da caccia e al tabacco, così come ad alimenti come farina e tè, che barattavano con pelli di canguro. Ben presto, tuttavia, anche le donne aborigene divennero oggetto di scambio, anche grazie al fatto che esse erano spesso ottime conciatrici di pelle ed esperte nel procacciarsi il cibo (uccelli marini e le loro uova, pesce, la stessa carne delle foche cacciate): per tale motivo, esse (e meno frequentemente anche gli uomini) venivano "affittate" ai cacciatori di foche durante la stagione di caccia, per poi ricongiungersi alla propria tribù. Meno spesso, c'era una cessione vera e propria della donna (generalmente la cessione veniva effettuata scegliendo donne rapite da altre tribù), con l'intento di formare un'alleanza coi nuovi arrivati attraverso il matrimonio. A volte, tuttavia, i cacciatori di foche compivano veri e propri raid sulla costa per rapire le donne, generando battaglie con le bande locali che spesso si concludevano con morti e feriti.
Agli inizi del XIX secolo, essendosi il numero di foche drasticamente ridotto, la maggior parte dei cacciatori si spostò verso aree maggiormente popolate. Negli insediamenti rimasero poche decine di europei, prevalentemente marinai cacciati dalle rispettive imbarcazioni ed ex-galeotti: molti di essi si congiunsero con donne aborigene. Alcuni storici riportano che le donne accettavano senza lamentarsi (e anzi, in alcuni casi di buon grado) la loro condizione di mogli-serve dei bianchi, tanto che i mariti permettevano loro di tornare periodicamente alla propria tribù portando dei doni con sé, certi di un loro ritorno. D'altro canto, almeno altrettante donne aborigene venivano maltrattate e schiavizzate, sebbene l'estensione di tale pratica appaia abbastanza incerta: il confine fra la realtà dei fatti ed i racconti propagandistici disseminati ad arte, infatti, è piuttosto labile.
Il commercio di donne aborigene ed il loro rapimento da parte dei marinai portò rapidamente ad un declino della popolazione femminile nell'area settentrionale della Tasmania, tanto che nel 1830 veniva stimata nella zona nord-orientale una popolazione di sole tre donne a fronte di settantadue uomini: questo contribuì non poco al declino della popolazione aborigena pura.
Fra il 1803 ed il 1823 vi fu un conflitto (diviso in due fasi) fra gli aborigeni e l'esercito coloniale inglese stanziato sull'isola. La prima parte del conflitto (1803-1808) ebbe inizio a causa della mancanza di cibo, mentre la seconda parte (1808-1823) venne scatenata dal rapimento sistematico di donne aborigene da parte dei coloni per supplire alla mancanza di donne europee. A questi conflitti si affiancarono guerre tribali sempre più frequenti mirate al rapimento delle donne, divenute sempre più rare.
A partire dal 1816, anche il rapimento di giovani aborigeni (utilizzati come bassa manovalanza) divenne un'usanza piuttosto comune in Tasmania, sebbene nel 1814 il governatore locale avesse dichiarato la pratica abominevole e nel 1819 il nuovo governatore avesse rincarato la dose decretando che qualsiasi giovane aborigeno prelevato senza il consenso dei genitori avrebbe dovuto essere inviato all'orfanotrofio di Hobart, dove il governo avrebbe provveduto al suo mantenimento sino al raggiungimento dell'indipendenza. Tuttavia, nel 1835 venivano registrati 58 giovani di varie età risiedenti assieme ai coloni, più 26 bambini (stando ai registri ecclesiastici dei battesimi) troppo giovani per essere utilizzati come braccianti.

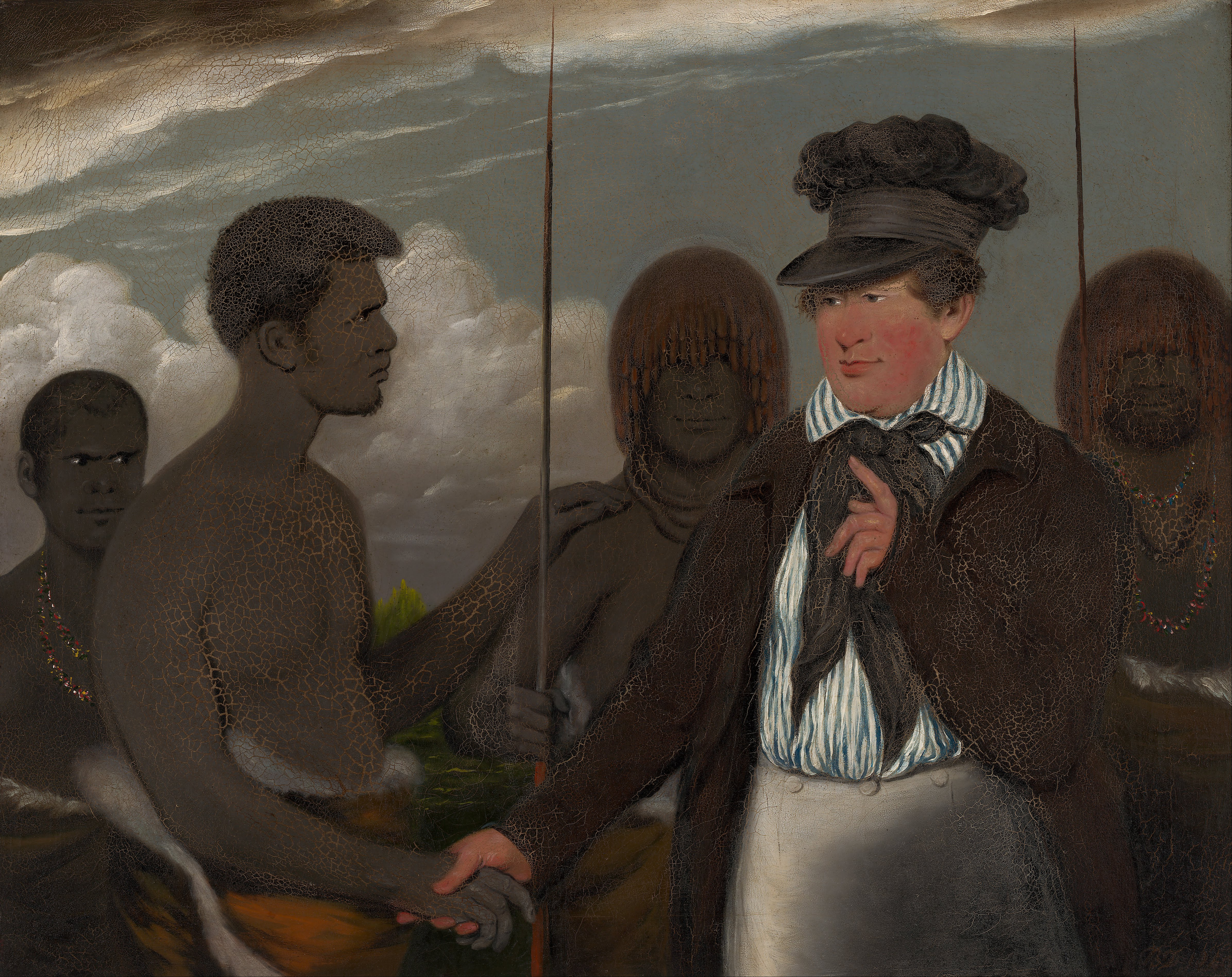
La prima intervista di Mrs. Robinson con Timmy, dipinto di Benjamin Duterrau del 1840.

Fra il 1825 ed il 1831 gli aborigeni superstiti (circa 1000) cominciarono un'azione di guerriglia contro i coloni inglesi. Questa venne scatenata dal ricambio generazionale fra i coloni europei ed i loro discendenti nati in Tasmania: se infatti i primi "pagavano" un affitto annuale agli aborigeni (sotto forma di provviste) in cambio della possibilità di utilizzare i loro terreni di caccia per le attività agricole e pastorali, i secondi ruppero la tradizione, col risultato che gli aborigeni in cerca di cibo cominciarono a razziare le case isolate. La posizione ufficiale del governo era di neutralità volta a placare le ostilità fra le due parti in causa: quando nel 1825 venne impiccato il fuorilegge aborigeno Musquito si ebbe una spaccatura netta fra i coloni sfavorevoli all'evento, considerato un pericoloso precedente per violenze e angherie verso delle persone che proclamavano il diritto a vivere sulla propria terra e coloro i quali volevano invece il pugno di ferro verso gli aborigeni per scoraggiarne gli intenti rivoltosi. Questi ultimi erano la maggioranza della popolazione europea della Tasmania, e a questa linea di pensiero apparteneva anche il governatore locale Arthur: gli aborigeni, pertanto, furono fatti oggetto di una campagna mediatica estremamente negativa e per il loro futuro si profilarono o la guerra fino al completo annientamento od il trasferimento coatto in zone ancora non colonizzate. Venne inviato l'esercito a presidiare i confini degli insediamenti e nel 1828, con lo scoppio della Guerra Nera, venne instaurata la legge marziale nei confronti degli aborigeni: a partire dalla definizione della Linea Nera nel 1830, questi ultimi dovevano essere muniti di particolari lasciapassare se le rotte migratorie tradizionali all'interno dei territori tribali venivano a passare attraverso insediamenti europei, con taglie abbastanza cospicue (5 sterline dell'epoca, equivalenti a circa 850€ attuali, per ogni adulto e 2 sterline per ogni giovane) per la cattura di aborigeni sprovvisti di lasciapassare. Questo sistema di taglie portò rapidamente all'organizzazione di ronde che effettuavano vere e proprie cacce all'uomo che spesso terminavano in eccidi, come nel caso del massacro di Cape Grim.
Nonostante gli aborigeni fossero avvantaggiati dalla conoscenza del territorio e riuscissero a nascondersi e ad eludere i controlli con relativa facilità, essi rimasero turbati dalle dimensioni delle campagne contro di loro, e la continua riduzione numerica della popolazione li portò infine ad arrendersi e ad accettare la deportazione a Flinders Island, verso la fine del 1831.

I primi 51 aborigeni si insediarono in un accampamento denominato The Lagoons, situato su una lingua sabbiosa ricoperta da felci ed arbusti: tale insediamento si rivelò inadeguato per gli aborigeni, in quanto troppo esposto alle intemperie, quasi privo di acqua potabile ed inadatto alla coltivazione. I rifornimenti erano inadeguati, e gli aborigeni riuscirono a sopravvivere nutrendosi di patate e riso barattati con marinai di passaggio e di uccelli marini. Nel giro di qualche mese, rimanevano solo venti aborigeni nell'insediamento, ai quali però se ne aggiunsero nel gennaio 1832 altri 44, provenienti tuttavia da tribù ostili. Per sedare i conflitti sorti nel campo, un gruppo di aborigeni della tribù del Big River venne spostato e abbandonato su Green Island, dove in seguito vennero spostati anche gli altri aborigeni del campo. Circa due settimane più tardi, il nuovo luogotenente del campo decise di trasferire nuovamente gli aborigeni nell'accampamento di The Lagoons, assicurando loro l'approvvigionamento di cibo e un certo numero mensile di escursioni a fini venatori. Nell'ottobre del 1832, venne deciso un ennesimo trasferimento degli aborigeni del campo in un nuovo accampamento con edifici migliori, sito su Flinders Island presso Pea Jacket Point (rinominato per l'occasione Civilisation Point, ma meglio conosciuto col nome di Wybalenna, che nella lingua della tribù Ben Lomond significa "case degli uomini neri".
Il supervisore degli aborigeni, il missionario George Augustus Robinson, fraternizzò in particolare con l'aborigena Truganini, dalla quale imparò la lingua tasmaniana e che utilizzò per convincere i rimanenti 154 aborigeni tasmaniani puri a trasferirsi a titolo temporaneo nell'insediamento di Flinders Island, dove sarebbero stati forniti loro cibo, vestiti, cure mediche e un'educazione di base. Quelli fra gli aborigeni condannati al carcere vennero utilizzati per la costruzione degli insediamenti ed in generale per svolgere i lavori pesanti all'interno di essi. Tuttavia, appena dopo l'arrivo dei nuovi residenti al campo, tutti i giovani aborigeni di età compresa fra i 6 e i 15 anni vennero allontanati dalle proprie famiglie, per essere cresciuti ed educati da un predicatore e dal gestore dello spaccio locale. Gli aborigeni erano liberi di muoversi per l'isola e spesso alcuni di essi si assentavano dal campo per periodi prolungati, dedicandosi alla caccia e allo stile di vita tradizionale. Ben presto i rifornimenti di cibo cominciarono ad essere insufficienti, e nel 1835 Robinson fu costretto a prendere personalmente la gestione del campo di Wybalenna, cercando di aumentarne la vivibilità e di compensare la mancanza di rifornimenti con una maggiore attività agricola da parte degli aborigeni. Tuttavia, molti di essi morirono nei 14 anni seguenti all'insediamento nell'accampamento, ed in questo tempo nacquero pochissimi bambini.
Nel 1839, il governatore Franklin indisse un'indagine sul campo di Flinders Island, che nonostante gli sforzi di Robinson per migliorarne le condizioni di vita diede esito negativo: il rapporto venne tuttavia censurato, e Wybalenna continuò ad essere sponsorizzato come un centro all'avanguardia per il benessere degli aborigeni. Otto anni dopo, nel marzo 1847, sei degli aborigeni residenti nell'accampamento presentarono una petizione rivolta alla regina Vittoria (la prima in assoluto fatta a un monarca da qualsiasi gruppo aborigeno australiano) nella quale veniva chiesto alla sovrana di onorare le promesse fatte dal governo inglese agli aborigeni: tale petizione è stata poi ripresa negli anni ottanta nell'ambito delle battaglie legali che hanno coinvolto i gruppi aborigeni ed il governo australiano. Nell'ottobre dello stesso anno, i 47 aborigeni rimasti nel campo vennero trasferiti in un nuovo insediamento sito presso Oyster Cove: durante il viaggio tre di loro persero la vita, e all'arrivo i 10 bambini rimasti (oltre a loro c'erano 12 uomini scapoli e 11 coppie) vennero inviati all'orfanotrofio di Hobart. Gli aborigeni rimanenti vennero ospitati in un ex-penitenziario posto su una piana di marea ed abbandonato per motivi di salubrità: essi si adattarono molto bene alla nuova residenza, al punto che le guardie dell'insediamento si lamentarono del fatto che essi si comportassero in maniera troppo indipendente. Nonostante il vitto e l'alloggio fossero migliori rispetto a quelli di Flinders Island, il numero di aborigeni continuò a diminuire: nel 1859 rimanevano in vita una dozzina di essi, e dieci anni dopo ne rimaneva solo una, Truganini, che morì nel 1876.

## La scomparsa

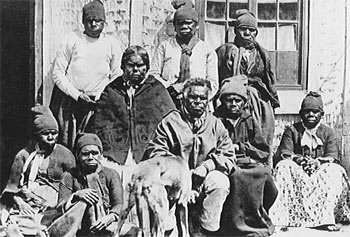
Gli ultimi aborigeni della Tasmania rimasti, fotografati ad Oyster Bay.

Sebbene generalmente ritenute la causa principale della decimazione e dell'estinzione degli aborigeni tasmaniani puri, le malattie introdotte dai coloni non avrebbero invece avuto un ruolo importante in questo senso almeno fino al 1829: fra queste, le più fatali furono le malattie del sistema respiratorio (influenza, polmonite e tubercolosi), alle quali la popolazione autoctona tasmaniana era particolarmente sensibile a causa del lungo isolamento dalle popolazioni dell'entroterra. Un contributo importante al drastico calo della popolazione aborigena venne dato dalle malattie veneree: le donne aborigene, infettate dagli uomini europei, infettavano a loro volta gli uomini aborigeni, causandone l'infertilità ma non la morte. Altre malattie generalmente devastanti per le popolazioni indigene, come il vaiolo, non raggiunsero mai la Tasmania. I rapporti medici dell'epoca parlano chiaro in tal senso: un dottore quacchero scrisse che a partire dal 1823 gli aborigeni sembravano aver cessato di procreare, mentre in vari articoli George Augustus Robinson espresse la sua sorpresa nel trovare nel 1832 un numero di aborigeni estremamente diminuito rispetto a soli due anni prima, e fra l'altro quasi nessun bambino fra di essi. La tradizione orale aborigena narra anche di una tremenda epidemia antecedente l'avvio della colonizzazione europea nel 1803, e che secondo i racconti consisteva in un male che colpì il popolo aborigeno prima dell'arrivo degli inglesi e che portava alla morte dopo una malattia di 1-2 giorni, causando così la scomparsa in breve tempo di intere tribù, tanto che il numero di aborigeni che trovarono i coloni inglesi al loro arrivo era assai inferiore a quello presente sull'isola solo alcuni anni prima: tale epidemia, con tutta probabilità, giunse sull'isola al seguito dei primi marinai e cacciatori di foche.
Anche i continui scontri con l'esercito ed i coloni causarono numerose perdite fra gli aborigeni, come riportato nella seguente tabella.
| Tribù                   | Aborigeni catturati | Aborigeni uccisi | Coloni uccisi |
| ----------------------- | ------------------- | ---------------- | ------------- |
| Oyster Bay              | 27                  | 67               | 50            |
| Nord Est                | 12                  | 43               | 7             |
| Nord                    | 28                  | 80               | 15            |
| Big River               | 31                  | 43               | 60            |
| Midlands settentrionali | 23                  | 38               | 26            |
| Ben Lomond              | 35                  | 31               | 20            |
| Nord Est                | 96                  | 59               | 3             |
| Costa sud-occidentale   | 47                  | 0                | 0             |
| Sud Est                 | 14                  | 1                | 2             |
| Totale                  | 313                 | 362              | 183           |

## Gli aborigeni della Tasmania oggi
Con la morte di Truganini nel 1879, gli aborigeni della Tasmania erano praticamente estinti allo stato puro, e come tali vennero percepiti dalla popolazione locale. Verso la metà degli anni settanta, tuttavia, cominciarono a crearsi dei movimenti costituiti da persone che contavano fra i loro antenati almeno un aborigeno tasmaniano e che combattevano per rivendicare la discendenza aborigena: fra questi attivisti uno dei più noti è Michael Mansell.
Nel 1996 avvenne una scissione fra i due gruppi principali in cui erano raggruppati i discendenti degli aborigeni: dal gruppo numericamente più consistente, il Lia Pootah, si staccò il gruppo Palawa, che nonostante fosse in minoranza ottenne dal governo tasmaniano il potere di stabilire i criteri secondo i quali decidere se una persona sia o meno aborigena. In base a tali criteri, vennero giudicati aborigeni unicamente i discendenti delle donne deportate sulle isole dello stretto di Bass, escludendo di fatto gli appartenenti al Lia Pootah dalla possibilità di ottenere tale riconoscimento. Essi, infatti, rivendicano il loro essere aborigeni sulla base di tradizioni orali.
Il 13 agosto 1997 venne votato all'unanimità dal parlamento tasmaniano un atto che riconosceva il danno effettuato agli aborigeni dall'autorità coloniale nei decenni passati con la separazione coatta dei giovani dei genitori. Oltre alle scuse formali, nell'atto veniva previsto un rimborso economico per la generazione rubata, che la Tasmania fu il primo degli stati australiani a versare agli aborigeni, nel novembre 2006.
Nel giugno 2005, il governo tasmaniano ha introdotto una nuova definizione di "aborigeno" nell'Aboriginal Lands Act stilato dieci anni prima: l'atto venne stilato con l'intento di consentire l'elezione di un concilio aborigeno, ponendo dei criteri che l'aspirante elettore avrebbe dovuto possedere per potersi considerare un aborigeno e perciò votare.

In particolare, stando al testo dell'atto, per potersi dichiarare aborigeno della Tasmania, una persona deve avere non solo un'effettiva discendenza da aborigeni, ma anche riconoscersi come aborigeno e a sua volta essere riconosciuto dalla comunità aborigena.

Negli ultimi anni ci sono stati vari tentativi introdurre l'obbligo di test del DNA per stabilire l'effettiva presenza di sangue aborigeno nelle vene degli attuali rappresentanti dell'etnia. La comunità Palawa, tuttavia, ha respinto decisamente tali richieste, mentre la comunità Lia Pootah sostiene che invece tale pratica sarebbe auspicabile per confermare o negare una volta per tutte l'effettivo legame del gruppo con gli aborigeni tasmaniani.

Da alcuni test effettuati sarebbe emerso che alcune comunità autoproclamatesi discendenti di aborigeni della Tasmania (come quella di Bruny Island) sarebbero in realtà discendenti di detenuti afroamericani condannati ai lavori forzati e di lascari (miliziani o marinai originari del subcontinente indiano, del Sud-Est asiatico o del mondo arabo) proprietari di appezzamenti di terra.

## Interesse antropologico
A partire dagli anni '60 del XVIII secolo, gli aborigeni tasmaniani (ed in particolare gli appartenenti alla tribù di Oyster Bay), per i loro caratteri primitivi, richiamarono l'attenzione della comunità scientifica e divennero oggetto di studi di fisica antropologica e paleoantropologia. Molti scheletri di aborigeni, o parti di essi (ad esempio i crani erano assai richiesti), vennero venduti agli istituti di tutto il mondo per effettuare studi di antropometria. Anche lo scheletro di Truganini, l'ultima aborigena australiana pura, due anni dopo la morte venne riesumato dalla Royal Society of Tasmania (previa specifica autorizzazione del governo australiano, che pose come condizione il deposito della salma in un posto sicuro, decente ed eventualmente accessibile in futuro ad altri uomini interessati a compiere ricerche scientifiche), ed il suo scheletro venne esposto al Tasmanian Museum fino al 1947.
La pratica di asportare parti del corpo alle salme era assai invisa agli aborigeni, che consideravano la pratica irrispettosa nei confronti dei morti e soprattutto perché nella cultura australiana aborigena è credenza comune che l'anima del defunto possa riposare in pace solo qualora questi venga sepolto nella sua terra natia. Tuttavia, negli ultimi tempi molti musei e collezionisti stanno restituendo i resti ricevuti nelle decadi passate: ad esempio, nel 2007 il British Museum restituì i resti di alcuni aborigeni ai loro discendenti.

### Le collane di conchiglie
Una tradizione assai diffusa fra le donne aborigene (ed anche fra le loro discendenti attuali) era quella di creare collane fatte di conchiglie: tali manufatti non avevano unicamente il valore di ornamenti, ma potevano essere utilizzati anche come doni, premi o come merce di scambio. Le prime collane di conchiglie ritrovate in Tasmania risalgono a 2600 anni fa, tuttavia non è da escludere che l'inizio di questa attività sia anteriore a tale data: questo renderebbe tale forma di artigianato, oltre che una fra le più antiche dell'isola, anche una delle poche che siano sopravvissute sino ai giorni nostri.